# Manshū Jūkōgyō Kaihatsu
Manshū Jūkōgyō Kaihatsu K.K. (japanisch 満州重工業開発株式会社, kurz: Mangyō; engl.: Manchuria Heavy Industry Development Company, Ltd.) war ein Unternehmen in Mandschukuo, das zu gleichen Teilen dem Nissan-Zaibatsu und dem Staat gehörte. Wie der Name sagt, konzentrierte man sich auf den Ausbau der Schwerindustrie und Bergbau, nachdem in der Region, nach über zwanzig Jahren politischen Chaos, seit Ende 1931 wieder stabile Verhältnisse herrschten.

## Gründung

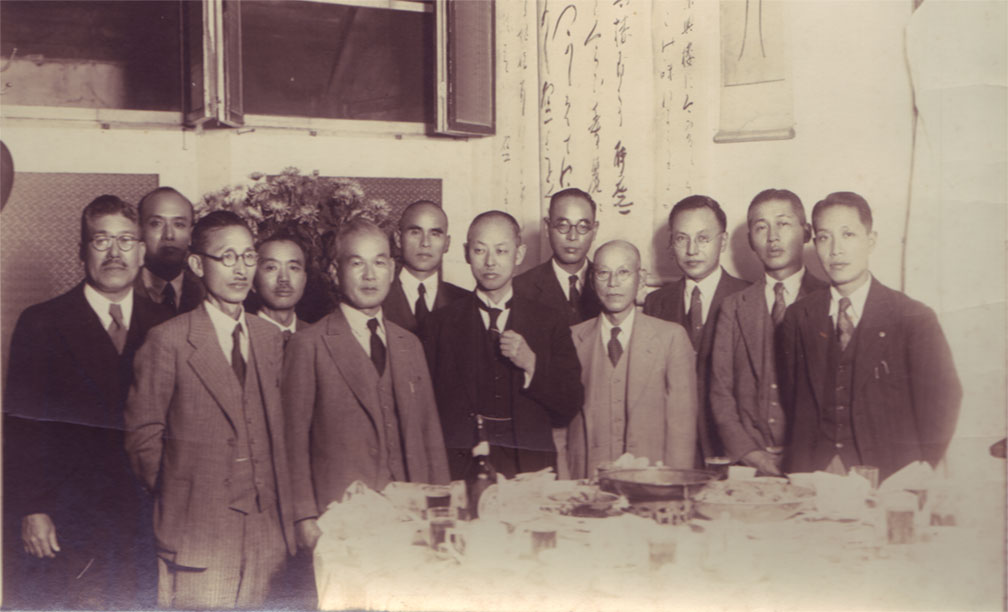
Aikawa Yoshizuke und Verwaltungsrat der Mangyō (1939)

Mangyō war eine Oktober 1937 erfolgte gemeinschaftliche Gründung (kokusaku kaisha) der Nissan-Holding, die vor allem Kapital einbrachte und dem Staat, dessen Anteile aus Sachwerten bestand. Im Wesentlichen wurden diejenigen Industriebetriebe übertragen, die nicht direkt mit dem Verkehrsbetrieb der südmandschurischen Eisenbahn (Mantetsu) zu tun hatten. Das „neue“ Zaibatsu des Aikawa Yoshisuke erhielt den Vorzug, weil die „alten,“ wie Sumitomo, Mitsui und Mitsubishi seit 1932 wenig Lust gezeigt hatten in der Region zu investieren, da sie befürchteten Konkurrenz für ihre japanischen Werke zu schaffen. Die Mantetsu war durch die Weltwirtschaftskrise in Schwierigkeiten, da der Export der wichtigsten Ware, Sojabohnen, seit 1930 massiv zurückgegangen war. Dazu kamen Schwierigkeiten der Devisenbeschaffung, da die Bahngesellschaft, hauptsächlich im „Yen-Block“ agierend, nicht genug Devisen für Maschinen-Importe aus Europa und USA erwirtschaften konnte. Unter den der Kwantung-Armee beigegebenen Volkswirtschaftlern dominierten die Anhänger eines nationalen Staatskapitalismus.
Die Firma galt als Tochtergesellschaft von Nippon Sangyō K.K. (日本産業) und war anfangs mit ¥ 540 Millionen kapitalisiert. Nachdem Japan auf seine exterritorialen Rechte verzichtete, wurde die Firma zum 1. Dezember 1937 eine Gesellschaft Mandschurischen Rechts mit Hauptsitz in Xinjing. An staatlichen Beteiligungen, die für ¥ 107,5 Mio. der Mantetsu abgekauft worden waren, wurden übernommen:
| Firma (engl.)                                         | Kapital (nominal) | Kapital (eingezahlt) | Anmerkungen |
| ----------------------------------------------------- | ----------------- | -------------------- | --- |
| Shōwa Steel Works                                     | 100               | 82                   | Gegr. 1918 als Anshan Iron & Steel Works. seit 1933 Shōwa Seitetsusho. (昭和製鋼所) in Anshan. Kapazität 1938: 750.000 t Roheisen, 580.000 t Stahl. |
| Manchuria Light Metal Co.                             | 25                | 6¼                   | Jahresproduktion von Mangan: 1942 55 , 1943 241 t, 1944 402 t. Aluminium 1944 8441 t, davon 1024 an die Armee. |
| Manchuria Coal Mining Co.                             | 80                | 32                   | Manshū Tankō 満州炭鉱 |
| Manchuria Gold Mining Co.                             | 12                | 7,175                | Gegr. 1934, Kapital ¥ 12 Mio. Direktor war Industrieminister Zhang Yanqing, tatsächlicher Chef Kusama Hideo. Vier regionale, autonome Direktionen betrieben mit 6000 Angestellten 15 Abbaustätten direkt, weitere 20.000 Beschäftigte unterstanden Sub-Unternehmern. Gründete 1936 die Tochtergesellschaft National Fengtian Gold Refinery. Kapital der Mutter 1942 ¥ 80 Mio. 1943 aufgelöst, als Manchuria Mining Industry Development Co., Ltd. weitergeführt. |
| Dōwa Automobile Co.                                   | 6,2               | 3,2                  | Gegr. 28. März 1934 (Kapital 6,2 Mio., je 50 % Regierung und Mantetsu, technische Unterstützung von Tōkyō Jidōsha Kōgyō) als Dōwa Jidōsha Kōgyō K.K. (同和自動車工業株式会社), ab 1940: Manshū Jidōsha Seizō K.K. (満州自動車製造). Anfangskapazität in Hsing-king 5000 Fahrzeuge p. a. |
| Japan-Manchuria Magnesium                             | 7                 | 3½                   | |
| South Manchuria Mining Co.                            | 3,6               | 1,35                 | |
| Manchuria Mining Development Co.                      | 5                 | 3,1                  | (Nachfolger der: Manchuria Gold Mining Co.) |
| Manchuria Lead Mining Co.                             | 4                 | 4                    | |
| Shantung Mining Co.                                   | 5                 | 2¼                   | Gegr. 6. März 1898/10. Oktober 1899 durch deutsches Syndikat, finanziert von der Deutsch-Asiatischen Bank in Tsingtao, Kapital 12 Mio. ℳ. Als Beute des I. Weltkriegs in japanische Hand. |
| Manchuria Mining Co.                                  | 1                 | ¾                    | Präsident R. Shimada. |
| Kaiping Mining Co.                                    | 2                 | 1,96                 | Gegr. 1900 als Chinese Engineering and Mining Company (chinesisch 開平礦務局, Pinyin Kaiping Kuangwuju), seit 1912 an der Londoner Börse gehandelt. Bis 1937 unter Beteiligung der chinesischen Luanzhou in Tientsin als Kailuan Mining (KMA), seit 1932 kaum noch rentabel. 1941 von den Japanern besetzt. 1948 chinesischer Staatsbetrieb in Volkseigentum. |
| (Eigentumsübergang der fünf erstgenannten März 1938.) |                   |                      | |

Es folgten Beteiligungen am Flugzeugbauer Manshū Hikōki Seizō K.K. (gegr. 1938. 満州飛行機製造株式会社; Manshū Aircraft Company) und einer Entwicklungsgesellschaft für die östliche Region (東辺道開発株式会社).

## Privilegien
Zusätzlich zu der bevorzugten Behandlung, die man sämtlichen kriegswichtigen Industrien gewährte, wurde von beiden Regierungen der Firma garantiert: 1) auf zehn Jahre eine jährliche Mindestrendite von 6 % auf das Investitionskapital, dabei erhielten Privatinvestoren eine garantierte Dividende von 10 %, die Regierung verzichtete ggf. auf ihren Anteil; 2) mandschukische Steuerbefreiung auf Profite, die außerhalb des Staates erzielt werden (Doppelbesteuerung) sowie Schutz vor inländischen Steuererhöhungen; 3) permanente freie Handelbarkeit der im Privatbesitz befindlichen Aktien, garantierte Auszahlung von 150 % des Investitionskapitals Privater bei Auflösung der Firma.
Zugleich wurde der Planansatz für die mandschurische Schwerindustrie im Fünfjahresplan auf ¥ 3 Milliarden angehoben. Ein regierungsseitig garantierter Kreditrahmen von £ 2 Millionen (6 Jahre, 5½%) mit dem Otto Wolf Konzern sollte zum Kauf von deutschen Maschinen und Flugzeugbau verwendet werden.

## Kriegswirtschaft, bis 1951
Für die Zeit der kriegswirtschaftlichen Rationierung von Gütern, die in Japan 1938 begann, sind kaum statistische Unterlagen erhalten. Der Handel mit Eisen- und Stahlprodukten war seit 1. April 1938 zentralisiert, die Rationierung begann zu Beginn des Finanzjahres 1939. Zwar war das Unternehmen auch im Krieg erfolgreich, jedoch kam es zu Reibereien zwischen der Armee und Aikawa, so dass dieser 1942 nach Japan zurückkehrte. Es folgte eine klare Trennung des Aktienkapitals von Nissan in Japan und dem mandschurischen Ableger. Als Generaldirektor folgte ihm Takasaki Tatsunosuke (高碕達之助). Firmenpräsident war Shiba Kōshirō, der gegen Kriegsende die Kontrolle des japanischen Schiffbaus übernahm.
Zahlreiche Maschinen, die nicht durch Kriegseinwirkungen zerstört wurden, transportierten im Rahmen der Demontage sowjetische Techniker in den von ihnen besetzten Gebieten (teilweise bis 1951), ab. Das Unternehmen als solches wurde aufgelöst. Die Regierung des befreiten Chinas führte die Reste der Industriebetriebe in Volkseigentum über. Die Shōwa Steel Works bildeten z. B. den Grundstock der heutigen Anshan Iron and Steel Group, um 2000 der zweitgrößte chinesische Stahlhersteller.
Die japanischen Niederlassungen wurden 1950 aufgelöst, die Gläubiger im Januar 1951 aufgefordert, eventuelle Ansprüche aus der Masse geltend zu machen.